# Jos Dupré
Jozef (Jos) Dupré (Veerle, 8 juli 1928 – Turnhout, 2 december 2021) was een Belgisch redacteur, bestuurder en politicus voor de CVP.

## Levensloop
Jos Dupré was de broer van de filosoof Louis Dupré (Yale University,VS), de fysicus Alfons Dupré (KU Leuven), de kunstenaar Karel Dupré (Miami) en de 'kleine Zuster' Godefrieda Dupré.
Dupré werd in 1957 redacteur economie bij de krant De Standaard. In 1963 werd hij directeur van de Intercommunale Zuiderkempen en in 1966 directeur van de Economische Raad van de provincie Antwerpen. In 1974 werd hij verkozen tot lid van de Kamer van volksvertegenwoordigers voor het arrondissement Turnhout en vervulde dit mandaat tot in 1996. In de Kamer was hij ondervoorzitter en quaestor. Bovendien was hij in juni 1995 tijdelijk voorzitter van de Kamer van volksvertegenwoordigers.
Hij was achtereenvolgens van oktober 1987 tot februari 1988 gemeenschapsminister van Huisvesting, van februari tot oktober 1988 gemeenschapsminister van Leefmilieu, Landinrichting en KMO-beleid, van oktober 1988 tot maart 1992 staatssecretaris voor Institutionele Hervormingen, van 1989 tot 1992 staatssecretaris voor de Hervorming van het Ministerie van Openbare Werken en van 1991 tot 1992 staatssecretaris voor Middenstand.
In de periode april 1974-oktober 1980 zetelde hij als gevolg van het toen bestaande dubbelmandaat ook in de Cultuurraad voor de Nederlandse Cultuurgemeenschap, die op 7 december 1971 werd geïnstalleerd. Vanaf 21 oktober 1980 tot mei 1995 was hij lid van de Vlaamse Raad, de opvolger van de Cultuurraad en de voorloper van het huidige Vlaams Parlement.
Vanaf 1971 was hij gemeenteraadslid en van 1977 tot 1982 en van 1989 tot 1996 burgemeester van Westerlo. Jos Dupré was de schoonvader van minister Koen Geens.
Op 2 december 2021 overleed Dupré op 93-jarige leeftijd.